# Авија 57
Авија 57  (Avia 57) је чехословачки путнички авион настао између два рата. Произвела га је фирма Авиа а први пут је полетео 1934. године.

## Пројектовање и развој
Авија 57 је био нискокрилни моноплан, авион са три мотора намењен за превоз 14 путника и пртљага. Авион је пројектовао инжењер Robert J. Nebesаr, а први пут је полетео 16. јануара 1934.

## Технички опис
Труп авиона је био облог попречног пресека. Носећа конструкција авиона је била монокок. Носачи мотора су били направљени од челичних заварених цеви. Пилоти су седели један поред другог у затвореном кокпиту на кљуну авиона испред њих се налазио трупни (централни) мотор. Удвојене команде за управљање авионом су биле комбинација полужних система и челичних ужади са ужетњачама. У наставку се налазила путничка кабина са два реда седишта поред прозора и пролазом кроз средину кабине. У репу авиона се налазио тоалет и простор за пртљаг. Са леве стране трупа су се налазила врата за улазак посаде и путника у авион. Са обе стране трупа авиона било је по 6 великих правоугаоних прозора. Путничка кабина је имала систем за грејање и проветравање кабине.
Погонска група је имала три радијална ваздухом хлађена мотора са 9 цилиндара Hispano-Suiza 9Bd снаге 423 kW (575 KS). На моторима су се налазиле двокраке металне елисе променљивог корака.
Крила су била конзолна самоносива потпуно металне конструкције. На крилима су се налазиле гондоле за смештај крилних мотора и точкова стајног трапа.
Реп авиона се састоји од једног вертикалног стабилизатора и кормила правца и два хоризонтална стабилизатора са кормилима дубине. Носеће конструкције репа су металне а облога од алуминијумског лима причвршћена закивцима. Управљачке површине кормило правца и кормила дубине су металне конструкције обложене делимично алуминијумским лимом а делом платном.
Стајни трап је био класичан са две главне ноге које су се налазиле испод гондола крилних мотора. На ногама су биле нископритисне гуме са којима се комплетно увлачиле у току лета у задњи део гондола мотора. Стајни трап се увлачио у гондоле мотора помоћу хидрауличног уређаја. У случају квара, могао се увући или избацити механичким путем. помоћу сајле и полуге. Трећи мали точак се налазио у репу авиона имао је огибљење али се у току лета није увлачио у труп авиона.

## Верзије
Направљен је само један прототип.

## Оперативно коришћење
Тог кобног дана 12. априла 1935. године компанија Авиа је доживела велику несрећу, изгубила је два прототипа путничких авиона Авија 156 и Авија 57 са  четири члана посаде, пробних пилота Вацлав Кочи, Јосиф Фиала (Авија 156), Цирил Новотни и Едуард Шмид (Авија 57). Пошто су се несреће десиле у размаку од 7 минута а да су олупине нађене на растојању од 8 километара прва сумња је пала на судар ова два авиона.
Детаљном истрагом коју је спровела истражна комисија Министарства јавних радова утврђено је да су несрећу проузроковала недовољна чврстина крила оба прототипа. Прво се Авија 156 срушио код села Полеради у 13.21 час. Узрок је било лом левог крила и накнадно кидање репних површина. Неколико тренутака касније (7 минута), авион Авија-57 се окренуо изнад Винора и распао се током понирућег лета. Крхотине су пале у резерват природе у Винору на неколико места.
После ове тешке трагедије компанија Авија је стопирала програм путничких авиона и све капацитете усмерила на војни програм.

## Земље које су користиле авион
- Чехословачка